# Старотюркські мови
Старотюркські мови — умовне позначення мов засвідчених в ранніх писемних згадках про групу тюркських мов. Були у вжитку в 7-13 століттях, про що свідчать знайдені гектюркські і уйгурські тексти та написи починаючи приблизно з 7 до 13 століття нашої ери.